# 卡尼亚韦拉尔
卡尼亚韦拉尔，是西班牙埃斯特雷马杜拉卡塞雷斯省的一个市镇。总面积87平方公里，总人口1406人（2001年），人口密度16人/平方公里。